# Last.fm
Last.fm е сайт на музикална тематика, който се използва като социална мрежа и представя информация за музикални изпълнители. Сайтът е създаден през 2002 г., негови основатели са Феликс Милер, Мартин Стиксел, Михаел Брайденбрюкер и Томас Вилломитцер. През месец май 2007 г. сайтът е закупен от CBS Corporation за 280 млн. щатски долара.